# Frühere Lý-Dynastie

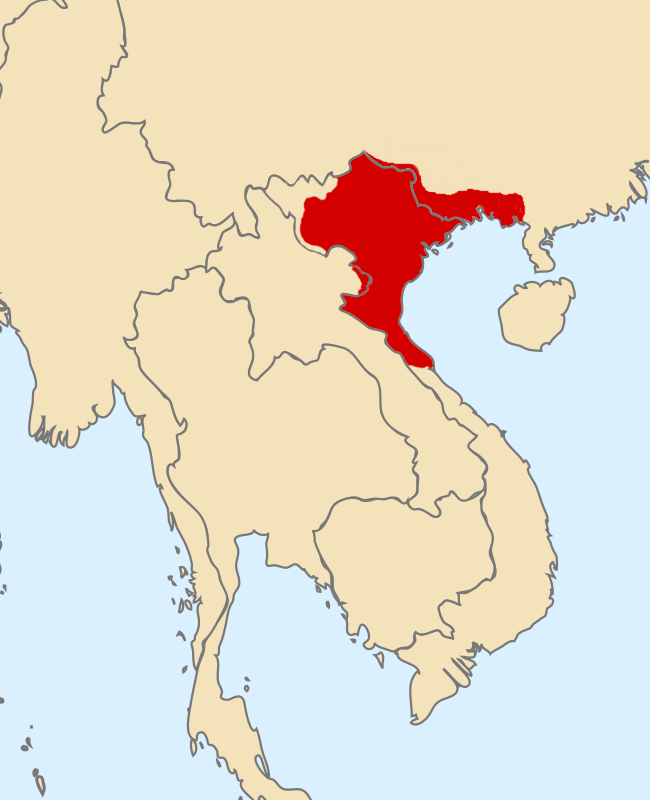
Maximale Ausdehnung des Lý-Reiches 544

Die Lý-Rebellion war ein vietnamesischer Aufstand ab dem Jahr 541 gegen die Herrschaft der chinesischen Liang-Dynastie in der Region Jiaozhou (heute der Norden Vietnams).
Der selbst chinesischstämmige Führer der Rebellion, Lý Nam Đế (Lý Bí oder Lý Bôn), zuvor ein Beamter der Liang, vertrieb den chinesischen Gouverneur, schlug einen Angriff des Champa-Reiches aus dem Süden zurück, eroberte die Provinzhauptstadt Long Biên (heute Teil von Hanoi) und erklärte sich schließlich im Jahr 544 selbst zum „südlichen Kaiser“ (Nam Đế). Sein Reich nannte er Vạn Xuân („Zehntausend Jahre Frühling“). Die von ihm so begründete Herrschaftslinie wurde von der späteren vietnamesischen Geschichtsschreibung als Frühere Lý-Dynastie (Nhà Tiền Lý; 前李朝) bezeichnet. Sie konnte sich dank des ausgeprägten Einsatzes von Guerillataktiken knapp sechzig Jahre lang zumindest regional gegen die Chinesen halten.
Die Hauptstadt und der Großteil des Kernlandes fielen bereits wieder 545 an den chinesischen General Chen Baxian. Lý Bí floh nach dem Fall seiner Festung Gia Ninh 547 nach Laos und wurde hier kurz darauf ermordet.
Seine Nachfolge traten sein Bruder Lý Thiên Bảo (Kaisername Đào Lang Vương) und der General Triệu Quang Phục an. Während der Bruder keine größere Rolle spielte und um 555 starb, schaffte es Triệu Quang Phục, der den Kaisernamen Triệu Việt Vương annahm, sich im schwer zugänglichen Delta des Roten Flusses für über zwanzig Jahre zu halten, wobei ihm der Zusammenbruch der Liang-Dynastie zugutekam. Er wurde schließlich 570/71 von Lý Phật Tử (Hậu Lý Nam Đế, wohl identisch mit Ly Xuan), der vermutlich ein Cousin des Dynastiegründers war, gestürzt. Dieser regierte weitere dreißig Jahre, während denen er sich als Förderer des Buddhismus auszeichnete. Um 602/03 wurde er schließlich von der Sui-Dynastie abgesetzt. Die Vietnamesen gerieten damit wiederum bis Mitte des 10. Jahrhunderts (Ngô-Dynastie) unter chinesische Herrschaft.
Im kommunistischen Vietnam galten Lý Bí und Triệu Quang Phục als Vorbilder für den Kampf gegen militärisch übermächtige Gegner.